# Campeonato Pernambucano de Futebol de 2024
A Série A1 do Campeonato Pernambuco de Futebol de 2024 é a 110.ª edição da principal divisão de futebol profissional entre clubes de futebol do estado de Pernambuco, promovido e organizado pela Federação Pernambucana de Futebol (FPF).

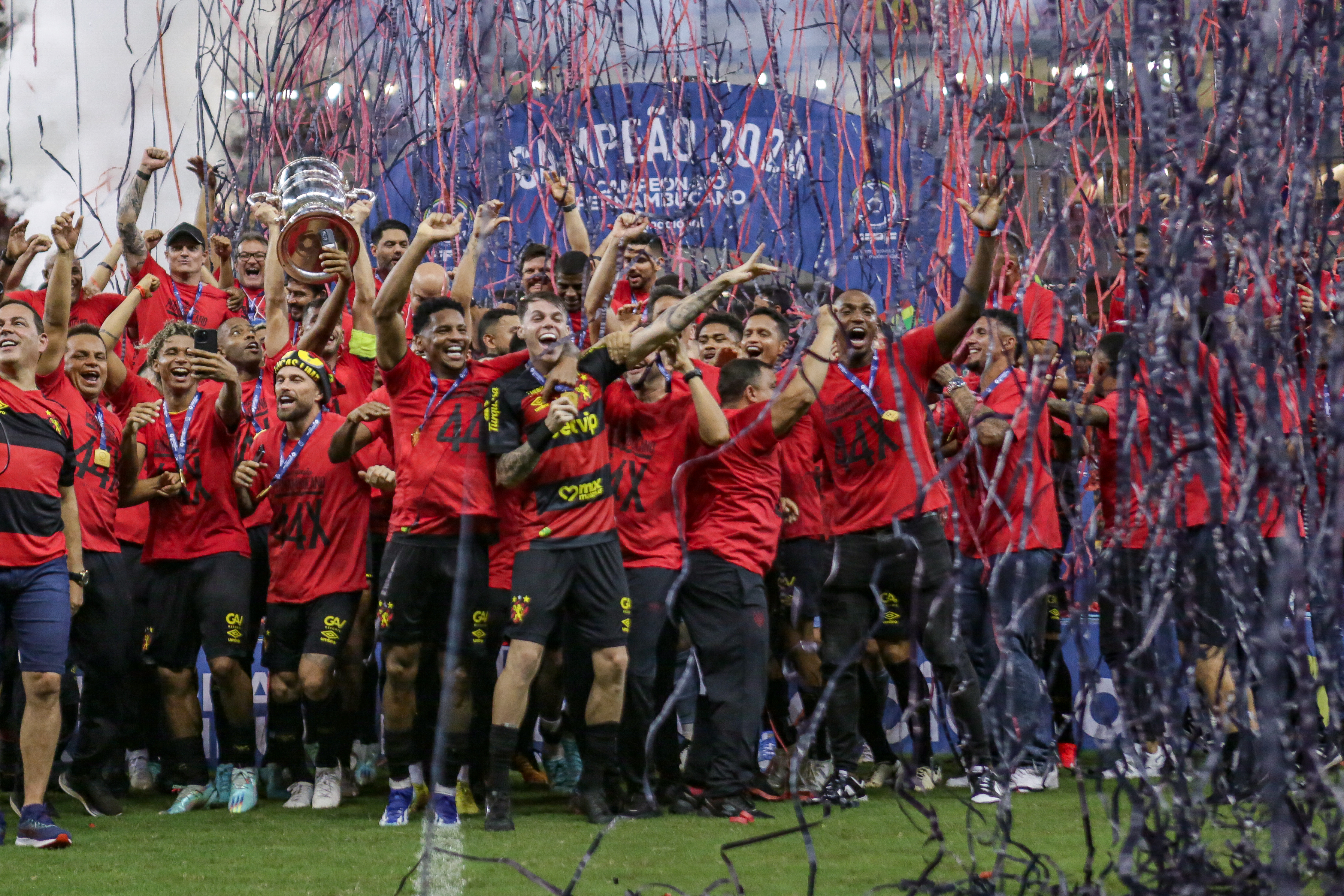
O campeão, Sport Recife, levantando a taça do Campeonato Pernambucano de 2024.

O regulamento específico da Série A1 do Campeonato Pernambucano 2024 foi oficialmente divulgado em 12 de dezembro de 2023, trazendo algumas alterações pontuais. A principal delas é que as semifinais serão disputadas em partidas de ida e volta, e não mais em partida única, como acontecia nos últimos anos. Outra alteração importante refere-se ao número de participantes, que volta a ter 10 clubes, diferente dos 13 que participaram em 2023.

## Transmissão com imagens
Em 22 de novembro de 2023, o Canal GOAT, do YouTube, anunciou que fechou acordo com FPF e irá transmitir o Campeonato Pernambucano 2024 de forma gratuita em âmbito nacional. Além do Canal GOAT, haverá transmissão gratuita via YouTube da FPF e também da Globo, na televisão aberta.

## Sistema de disputa
O Campeonato Pernambucano de Futebol de 2024 será dividido em quatro fases a saber:
1ª Fase (Pontos corridos)
Os dez clubes participantes jogam entre si em turno único no sistema de Pontos corridos, totalizando ao final desta fase nove rodadas. As equipes recebem 3 (três) pontos a cada vitória e  1 (um) ponto por empate. Havendo igualdade de pontos ganhos entre duas ou mais equipes, para efeitos de obtenção de vagas para fase seguinte ou rebaixamento no campeonato, serão adotados os seguintes critérios de desempate, pela ordem:
1. Maior número de vitórias;
2. Maior saldo de gols;
3. Maior número de gols pró;
4. Menor número de cartões vermelhos recebidos;
5. Menor número de cartões amarelos recebidos;
6. Sorteio

Os clubes que ficarem em (1º e 2º) lugares vão direto para à 3ª fase (semifinal) da competição. Já os clubes que ficarem em (3º, 4º, 5º e 6º) lugares avançam para a 2ª fase (quartas de final) da competição. Enquanto que os clubes que terminarem em (9º e 10º) lugares caem diretamente para a Série A2 de 2025, e os que terminarem em (7º e 8º) lugares garantem permanência na Série A1 de 2025.
2ª Fase (Quartas de final)
Os quatro clubes que ficarem em (3º, 4º, 5º e 6º) lugares na primeira fase, farão as quartas de final da competição, que será disputada em jogo único e com mando de campo para a equipe melhor colocada. Dois confrontos serão formados e o clube vencedor de cada confronto avançará para a fase seguinte, o outro será automaticamente eliminado. 
- Confronto A: 3º vs. 6º
- Confronto B: 4º vs. 5º

Em caso de empate nos 90 minutos, pelo mesmo placar, a partida vai para os pênaltis.
3ª Fase (Semifinal)
Os dois clubes vencedores da segunda fase, se juntam com os dois clubes que ficaram em (1º e 2º) lugares na primeira fase, para fazerem assim a semifinal da competição. Como novidade em relação ao campeonato do ano anterior, esta fase será disputada em jogos de ida e volta, sendo que o mando do segundo jogo pertence ao (1º e 2º) colocados da primeira fase. Dois confrontos serão formados e o clube vencedor de cada confronto avançará para a fase seguinte, o outro será automaticamente eliminado.
- Confronto A: 1° vs. 4° ou 5°
- Confronto B: 2° vs. 3° ou 6°

Em caso de empate nos 180 minutos, pelo mesmo placar no agregado, a partida vai para os pênaltis.
4ª Fase (Final)
A final do Campeonato Pernambucano de Futebol de 2024 será disputada pela as duas equipes vencedores da terceira fase, o campeão só será conhecido após a disputa de jogos no formato de ida e volta, sendo que a equipe de melhor campanha terá o mando do segundo jogo. A Final também mantém o critério de desempate da fase anterior.

## Equipes participantes
| Aumento | Equipe promovida da Série A2 |

## Primeira fase
| Pos | Equipe                | Pts | J | V | E | D | GP | GC | SG  | Classificação ou descenso          |     | SPO | RET | NAU | STA | CEN | AFG | MAG | PTL | PRT | FSC |
| --- | --------------------- | --- | - | - | - | - | -- | -- | --- | ---------------------------------- | --- | --- | --- | --- | --- | --- | --- | --- | --- | --- | --- |
| 1   | Sport                 | 21  | 9 | 7 | 0 | 2 | 16 | 7  | +9  | Classificados para a semifinal     |     | —   | 2–4 |     | 2–1 | 4–1 | 2–0 |     |     | 1–0 | 3–0 |
| 2   | Retrô                 | 20  | 9 | 6 | 2 | 1 | 16 | 3  | +13 | Classificados para a semifinal     |     |     | —   | 1–0 |     | 2–0 |     | 0–0 | 0–1 | 4–0 |     |
| 3   | Náutico               | 20  | 9 | 6 | 2 | 1 | 12 | 4  | +8  | Classificados para a segunda fase  |     | 1–0 | 0–1 | —   |     |     |     | 0–0 | 1–0 | 3–0 | 2–0 |
| 4   | Santa Cruz            | 19  | 9 | 6 | 1 | 2 | 16 | 7  | +9  | Classificados para a segunda fase  |     |     | 0–0 | 1–2 | —   |     | 5–1 | 2–0 |     |     | 1–0 |
| 5   | Central               | 12  | 9 | 3 | 3 | 3 | 14 | 15 | −1  | Classificados para a segunda fase  |     |     |     | 2–2 | 0–1 | —   | 4–1 | 0–0 |     |     |     |
| 6   | Afogados              | 10  | 9 | 3 | 1 | 5 | 13 | 21 | −8  | Classificados para a segunda fase  |     |     | 0–1 | 0–1 |     |     | —   | 3–2 |     | 3–2 |     |
| 7   | Maguary               | 10  | 9 | 2 | 4 | 3 | 12 | 10 | +2  |                                    |     | 0–1 |     |     |     |     |     | —   | 1–1 | 3–1 | 6–2 |
| 8   | Petrolina             | 10  | 9 | 2 | 4 | 3 | 9  | 10 | −1  |                                    | 0–1 |     |     | 1–2 | 1–1 | 2–2 |     | —   |     | 1–1 |     |
| 9   | Porto-PE              | 3   | 9 | 1 | 0 | 8 | 9  | 23 | −14 | Rebaixados para a Série A2 de 2025 |     |     |     |     | 1–3 | 2–3 |     |     | 1–2 | —   | 2–1 |
| 10  | Flamengo de Arcoverde | 1   | 9 | 0 | 1 | 8 | 8  | 25 | −17 | Rebaixados para a Série A2 de 2025 |     | 0–3 | 0–4 |     |     | 2–3 | 2–3 |     |     |     | —   |

## Fase final
Em itálico, as equipes que possuem o mando de campo do confronto no jogo único ou na primeira partida; em negrito as equipes classificadas.
|  | Segunda fase | Segunda fase | Segunda fase |  |  | Semifinal | Semifinal  | Semifinal | Semifinal | Semifinal |  |  | Final | Final   | Final | Final | Final |
|  |              |              |              |  |  |           |            |           |           |           |  |  |       |         |       |       |       |
|  |              |              |              |  |  | V         | Santa Cruz | 1         | 0         | 1 (3)     |  |  |       |         |       |       |       |
|  | 4            | Santa Cruz   | 1            |  |  | 1         | Sport      | 1         | 0         | 1 (5)     |  |  |       |         |       |       |       |
|  | 5            | Central      | 0            |  |  |           |            |           |           |           |  |  |       | Sport   | 2     | 0     | 2     |
|  |              |              |              |  |  |           |            |           |           |           |  |  |       | Náutico | 0     | 0     | 0     |
|  |              |              |              |  |  | V         | Náutico    | 1         | 0         | 1 (4)     |  |  |       |         |       |       |       |
|  | 3            | Náutico      | 2            |  |  | 2         | Retrô      | 0         | 1         | 1 (3)     |  |  |       |         |       |       |       |
|  | 6            | Afogados     | 0            |  |  |           |            |           |           |           |  |  |       |         |       |       |       |

## Estatísticas

### Público
Estes são os dez maiores de públicos do campeonato:
| Gols | Jogador | Equipe |
| ---- | ------- | ------ |
| 6    | Giva    | Retrô  |

| N.º | Público | Mandante   | Placar | Visitante             | Estádio             | Data          | Rodada    | Ref.   |
| --- | ------- | ---------- | ------ | --------------------- | ------------------- | ------------- | --------- | ------ |
| 1   | 43 578  | Sport      | 0–0    | Santa Cruz            | Arena de Pernambuco | 16 de março   | Semifinal | [ 5 ]  |
| 2   | 42 444  | Sport      | 0–0    | Náutico               | Arena de Pernambuco | 6 de abril    | Final     | [ 6 ]  |
| 3   | 30 449  | Santa Cruz | 1–1    | Sport                 | Arruda              | 9 de março    | Semifinal | [ 7 ]  |
| 4   | 29 760  | Santa Cruz | 1–0    | Central               | Arruda              | 2 de março    | 2ª fase   | [ 8 ]  |
| 5   | 19 044  | Sport      | 2–1    | Santa Cruz            | Arena de Pernambuco | 20 de janeiro | 3ª        | [ 9 ]  |
| 6   | 14 723  | Santa Cruz | 2–0    | Maguary               | Arruda              | 11 de janeiro | 1ª        | [ 10 ] |
| 7   | 13 900  | Santa Cruz | 1–0    | Flamengo de Arcoverde | Arruda              | 17 de janeiro | 2ª        | [ 11 ] |
| 8   | 13 087  | Santa Cruz | 1–2    | Náutico               | Arruda              | 27 de janeiro | 5ª        | [ 12 ] |
| 9   | 11 934  | Náutico    | 0–2    | Sport                 | Aflitos             | 30 de março   | Final     | [ 13 ] |
| 10  | 11 833  | Náutico    | 1–0    | Retrô                 | Aflitos             | 10 de março   | Semifinal | [ 14 ] |

Menores públicos
Estes são os dez menores públicos do Campeonato:
| N.º | Público | Mandante              | Placar | Visitante             | Estádio             | Data           | Rodada | Ref.   |
| --- | ------- | --------------------- | ------ | --------------------- | ------------------- | -------------- | ------ | ------ |
| 1   | 16      | Flamengo de Arcoverde | 2–3    | Afogados              | Lacerdão            | 8 de fevereiro | 7ª     | [ 15 ] |
| 2   | 100     | Afogados              | 0–1    | Retrô                 | Arruda              | 1 de fevereiro | 6ª     | [ 16 ] |
| 3   | 154     | Porto-PE              | 2–1    | Flamengo de Arcoverde | Lacerdão            | 25 de janeiro  | 3ª     | [ 17 ] |
| 4   | 257     | Retrô                 | 0–0    | Maguary               | Arena de Pernambuco | 8 de fevereiro | 7ª     | [ 18 ] |
| 5   | 285     | Maguary               | 3–1    | Porto-PE              | Arthur Tavares      | 28 de janeiro  | 5ª     | [ 19 ] |
| 6   | 296     | Maguary               | 1–1    | Petrolina             | Arthur Tavares      | 17 de janeiro  | 2ª     | [ 20 ] |
| 7   | 305     | Retrô                 | 4–0    | Porto-PE              | Arena de Pernambuco | 10 de janeiro  | 1ª     | [ 21 ] |
| 8   | 326     | Retrô                 | 0–1    | Petrolina             | Arena de Pernambuco | 21 de janeiro  | 3ª     | [ 22 ] |
| 9   | 375     | Maguary               | 6–2    | Flamengo de Arcoverde | Arthur Tavares      | 18 de janeiro  | 8ª     | [ 23 ] |
| 10  | 391     | Retrô                 | 2–0    | Central               | Arena Pernambuco    | 28 de junho    | 5ª     | [ 24 ] |